# Corixa punctata
Corixa punctata är en insektsart som först beskrevs av Johann Karl Wilhelm Illiger 1807.  Corixa punctata ingår i släktet Corixa och familjen buksimmare. Arten är reproducerande i Sverige. Inga underarter finns listade i Catalogue of Life.